# Ivan Regen
Ivan (Janez) Regen (9. prosinca 1868. – 27. srpnja 1947.) je bio slovenski biolog najpoznatiji po svojim istraživanjima na području bioakustike.
Regen je nakon školovanja u Sloveniji, otišao na studiranje u Beč, gdje je učio od poznatih biologa Grobbena, Exnera i Clausa.
Svoj životni rad Ivan Regen je posvetio istraživanju fiziologije cvrčanja i sluha skakavaca i šturaka.

## Vanjske poveznice
- Život i rad Ivana Regena